# Tomasz Adamiec
Tomasz Adamiec (ur. 13 kwietnia 1982 w Hajnówce) – polski judoka, brązowy medalista mistrzostw Europy, dwukrotny olimpijczyk, wielokrotny mistrz Polski.

## Kariera sportowa
Reprezentuje klub UKJ Ryś Warszawa. Startował na igrzyskach olimpijskich w Pekinie i Londynie, odpadając w eliminacjach.
Aktualnie posiada 4 Dan.

## Osiągnięcia

### Polska
Seniorskie
- Mistrz Polski:
  - kategoria 66 kg (2002, 2003, 2004, 2007)[1][2][3][4]
  - kategoria 73 kg (2009, 2010)[5][6]
- Wicemistrz Polski (2011 – kategoria 73 kg)[7]
- Brązowy medalista mistrzostw Polski (2001 – 66 kg)[8]
- Puchar Polski (2009 – kategoria – 73 kg)[9]

Młodzieżowe
- Mistrz Polski:
  - młodzieży (2002, 2003 – 66 kg)[10][11]
  - juniorów (2001 – 66 kg)[12]
  - kadetów (1997 – 55 kg – Ogólnopolska Olimpiada Młodzieży)[13]
- Brązowy medalista mistrzostw Polski:
  - młodzieży (2004 – 73 kg)[14]
  - juniorów (2000 – 66 kg)[15]
  - kadetów (1996 – 50 kg – Ogólnopolska Olimpiada Młodzieży)[16]

### Międzynarodowe
- Brązowy medalista Grand Prix:
  - Roterdamu (2010 – kategoria – 73 kg)[17]
  - Tunisu (2009 – 73 kg)[18]
  - Abu Zabi (2009 – 73 kg)[19]

### Reprezentacja
Seniorska
- Brązowy medalista mistrzostw Europy (2007 – 66kg)[20]
- Uczestnik:
  - igrzysk olimpijskich (2008 – kategoria 66 kg, 2012 – kategoria 73 kg)[21]
  - mistrzostw Europy (2007, 2012 – 5. miejsce – 73 kg)

Młodzieżowe
- Brązowy medalista mistrzostw:
  - świata młodzieży (2000 – 66 kg)[22]
  - Europy młodzieży U–23 (2004 – 66 kg)[23]